# Patch (Medizin)
In der Medizin wird unter einem Patch (Flicken) ein Stück Fremdmaterial verstanden, mit dem bei chirurgischen Eingriffen eine unerwünschte Öffnung verschlossen wird.
Ein Patch kommt immer dann zum Einsatz, wenn eine Öffnung nicht (komplikationslos) durch eine einfache Naht verschlossen werden kann. Er kann aus körpereigenem Gewebe, aus Spendergewebe (selten) oder aus speziellem Kunststoff bestehen.
Ein Beispiel für den regelmäßigen Einsatz sind Herz-Operationen, bei denen z. B. Scheidewanddefekte mit Perikard- oder PTFE-Flicken verschlossen werden.
Auch für die gefäßchirurgische Erweiterung eines Blutgefäßes (Arterie und Vene) oder zur Abdeckung von Defekten an den Blutgefäßen wird ein Patch verwendet. Er wird in das eröffnete Gefäß, z. B. zur Vermeidung von nahtbedingten Stenosen oder als Erweiterungsplastik, eingenäht 